# Gramade, Smolean
Gramade (în bulgară Грамаде) este un sat în comuna Rudozem, regiunea Smolean,  Bulgaria. 

## Demografie
Componența etnică a satului Gramade
     Bulgari (70,73%)
     Nicio identificare (26,21%)
     Altele (3,04%)
La recensământul din 2011, populația satului Gramade era de 164 locuitori. Din punct de vedere etnic, majoritatea locuitorilor (70,73%) erau bulgari. Pentru 26,21% din locuitori nu este cunoscută apartenența etnică.